# TWO TRIBES
TWO TRIBES（トゥー・トライブス）は日本の音楽ユニット。
abingdon boys schoolやJUNK FUNK PUNKのメンバー岸利至と、元AIONのメンバー酒井愁の二人組である。
酒井愁のソロアルバム「夜露死苦哀愁」の1曲目「TECHNICKERS」 にて実現した「tko × SHUE」を実験的に始動。
ファーストワンマン後、正式に活動を開始する。

## メンバー
- 岸利至（きしとしゆき） 　キーボード、プログラミング、ボーカル、ギター　10月17日生まれ　Ｏ型
- 酒井愁（さかいしゅう）ドラム、パーカッション、ボーカル　11月24日生まれ　Ａ型

## アルバム
- 1st MINI ALBUM「TRICK or TRUTH」(2009年2月18日)

- 1st ALBUM「Silent Battlefield」(2010年11月5日)

- 2nd ALBUM「TWO TRIBES」(2014年9月5日)

## ライブ
- 2008年1月30日（水） 1st oneman live 吉祥寺SHUFFLE

- TWO TRIBES 1st Tour 2008 "MOVE ON" !
  - 2008年9月21日（日） 高崎club FLEEZ
  - 2008年9月25日（火） 名古屋 ell.SIZE（ワンマン）
  - 2008年9月26日（金） 大阪 knave （ワンマン）
  - 2008年10月1日（水） 仙台club JUNK BOX
  - 2008年10月3日（金） 吉祥寺SHUFFLE （ワンマン）
  - 2008年10月4日（土） 吉祥寺SHUFFLE （ワンマン）

- TWO TRIBES "Birthday" ワンマンライブ
  - 2009年1月30日（火） 吉祥寺SHUFFLE

- TWO TRIBES TOUR 2009 1st act"TRICK or TRUTH"
  - 2009年3月2日（月）仙台MACANA
  - 2009年3月10日（火）名古屋 ell.size（ワンマン）
  - 2009年3月11日（水）大阪 knave（ワンマン）
  - 2009年3月12日（木）広島 Namiki Junction
  - 2009年3月24日（火）東京 吉祥寺SHUFFLE（ワンマン）

- 2009年7月24日(金)吉祥寺SHUFFLE　TWO TRIBES ワンマンライブ

- TWO TRIBES“TRICK or TRUTH”FINAL ACT'09
  - 2009年10月30日(金)　吉祥寺 SHUFFLE